# Orthoserica rufigrisea
Orthoserica rufigrisea là một loài bướm đêm trong họ Geometridae.